# Miljan Krpić
Miljan Krpić (in serbo Миљан Крпић?; Vrbas, 3 luglio 2003) è un calciatore serbo, centrocampista del Győri ETO.

## Carriera

### Club
Il 9 luglio 2024 viene acquistato a titolo definitivo dalla squadra ungherese del Győri ETO.

## Statistiche

### Presenze e reti nei club
Statistiche aggiornate al 17 maggio 2025.
| Stagione        | Squadra          | Campionato      | Campionato | Campionato | Coppe nazionali | Coppe nazionali | Coppe nazionali | Coppe continentali | Coppe continentali | Coppe continentali | Altre coppe | Altre coppe | Altre coppe | Totale | Totale |
| Stagione        | Squadra          | Comp            | Pres       | Reti       | Comp            | Pres            | Reti            | Comp               | Pres               | Reti               | Comp        | Pres        | Reti        | Pres   | Reti   |
| --------------- | ---------------- | --------------- | ---------- | ---------- | --------------- | --------------- | --------------- | ------------------ | ------------------ | ------------------ | ----------- | ----------- | ----------- | ------ | ------ |
| 2022-2023       | TSC Bačka Topola | SL              | 12         | 0          | CS              | 2               | 0               | -                  | -                  | -                  | -           | -           | -           | 14     | 0      |
| 2023-2024       | Voždovac         | SL              | 13         | 0          | CS              | 3               | 0               | UCL                | 0                  | 0                  | -           | -           | -           | 16     | 0      |
| 2024-2025       | Győri ETO        | NB1             | 18         | 1          | CU              | 2               | 0               | -                  | -                  | -                  | -           | -           | -           | 20     | 1      |
| Totale carriera | Totale carriera  | Totale carriera | 43         | 1          |                 | 7               | 0               |                    | 0                  | 0                  |             | -           | -           | 50     | 1      |